# 캄라 퍼사드비세사

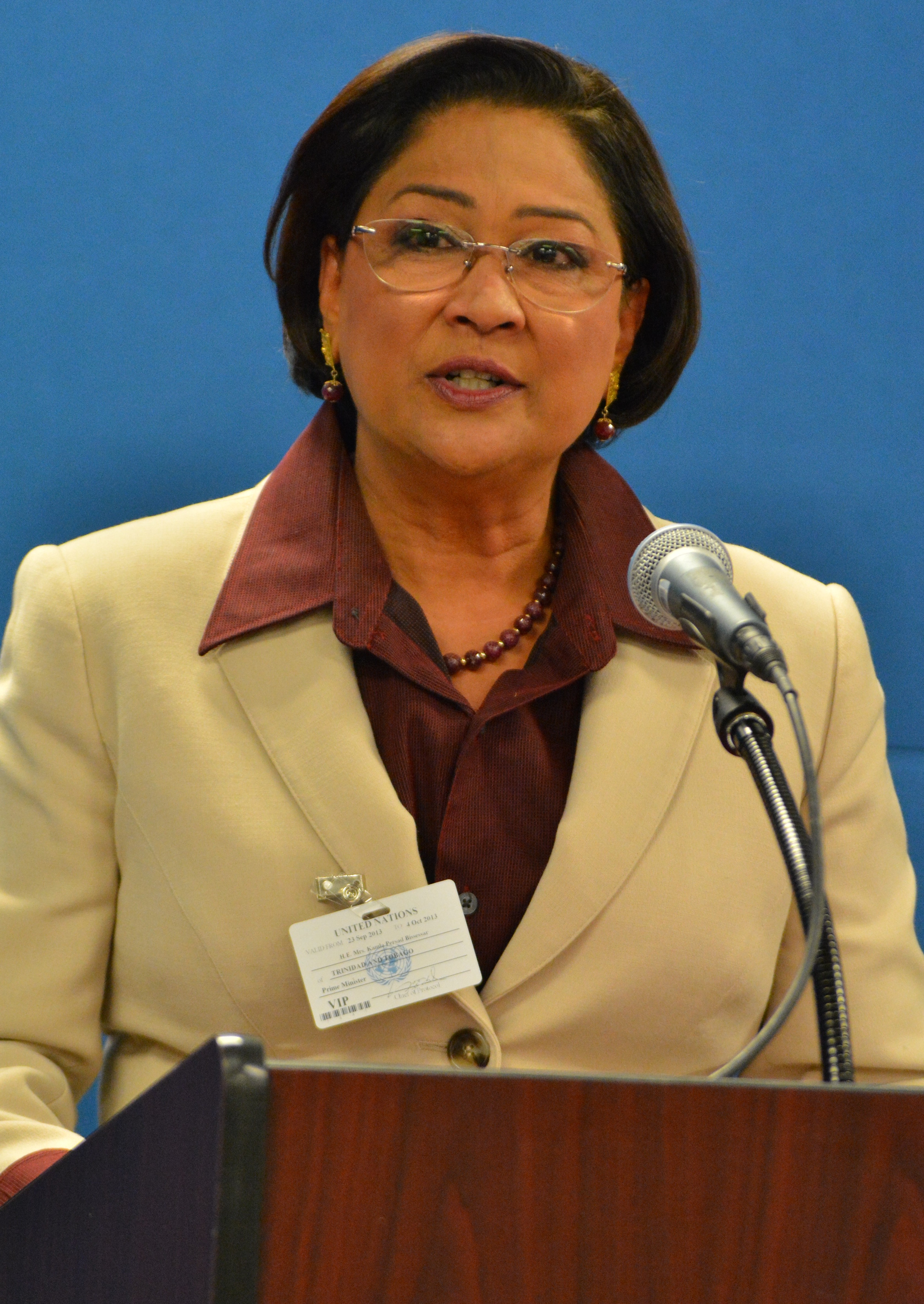

캄라 퍼사드비세사(영어: Kamla Persad-Bissessar, 1952년 4월 22일 ~ )는 트리니다드 토바고의 여성 정치인이다.
트리니다드 남부 시파리아에서 태어났다. 인도계로 힌두교 신자이다. 서인도 제도 대학교를 거쳐 법률학교를 졸업하여 변호사 자격을 얻었으며, 영국·자메이카에서 사회운동을 하고 교사로 활동하기도 했다. 1995년 시파리아 지역을 지역구로 연합민족회의(UNC) 소속의 국회의원에 선출되었다. 2000년 ~ 2001년 교육부 장관으로 재직하였다. 2006년 UNC 대표로 여당인 국민민족운동(PNM)에 대항했으나, 2007년 총선에서 패한 후 대표 자리에서 물러났다. 2010년 다시 당대표가 되었고, 같은 성향의 정당과 연합을 구성하여 5월 24일 총선에서 국회 의석 41석 중 29석을 확보하여 승리하여 5월 26일 트리니다드 토바고 최초의 여성 총리로 취임하였다.